# Fehér tenyér
A Fehér tenyér Hajdu Szabolcs magyar filmrendező 2006-ban készült számos hazai és nemzetközi díjjal elismert filmje.

## Történet
A Fehér tenyér húsz év történetét meséli el. A kamasz Dongó tehetséges tornász, a fenyítésekkel teli edzések ridegsége elől a cirkuszba menekül, miután leesik a trapézról, visszatalál a tornaterembe. Felnőttként Kanadában vállal edzőséget, a tehetséges, de öntörvényű fiú, Kyle Manjak trénere lesz. A Dongó gyermekkorából ismert edzői módszerek Kyle esetében nem válnak be. Dongó végül egyszerre edzője és versenytársa lesz tanítványának, akivel a debreceni világbajnokságon is összeméri az erejét. Majd Dongó újra egy cirkuszban, egy egészen másféle cirkuszban vállal fellépést.

## Főbb szereplők
- Dongó Miklós – Hajdu Zoltán Miklós
- 10 éves Dongó – Orion Radies (magyar hangja: Kilényi Márk Olivér)
- 13 éves Dongó – Silas Radies (magyar hangja: Kilényi Márk Olivér)
- Puma (a gyerek Dongó edzője) – Gheorghe Dinica (magyar hangja: Szilágyi Tibor)
- Kyle Manjak (Dongó tanítványa) – Kyle Shewfelt
- Apa – Lukáts Andor
- Anya – Oana Pellea (magyar hangja: Börcsök Enikő)

## Részletek a filmről
A film részben a rendező életére utaló elemekre, részben más valós személyekkel történt eseményekre épül. A felnőtt Dongó története tulajdonképpen a főszereplő Hajdu Miklós pályája, aki a rendező testvére. Kyle Shewfelt 1982-ben született kanadai tornász a filmben önmagát alakítja, 2004-ben az athéni olimpián aranyérmet szerzett talajon.
A forgatás három országban zajlott, Magyarországon, Kanadában, és Las Vegasban, Amerikában.

## Nézettség
A nézettségi adatok szerint 60 020 jegyet adtak el rá.

## Díjak
- Kaunas Filmfesztivál (2007)
  - Közönségdíj
- Zlín Nemzetközi Gyermek- és Ifjúsági Filmfesztivál (2007)
  - „Visegrádi országok filmjei” szekció fődíja
- Magyar Filmszemle (2006)
  - legjobb rendezés: Hajdu Szabolcs
  - legjobb operatőr: Nagy András
  - legjobb producer: Angelusz Iván, Kovács Gábor, Pataki Ágnes, Reich Péter
  - Arany Olló: Politzer Péter
  - A külföldi kritikusok Gene Moskowitz-díja
  - Közönségdíj az internetes szavazatok alapján
- Essonne CINESSONNE (2006)
  - Fődíj
- Isztambul Cinema & History Meeting (2006)
  - Fődíj
- Karlovy Vary-i Nemzetközi Filmfesztivál (2006)
  - díj: Elismerő oklevél – East of the West
- Ljubljana Nemzetközi Filmfesztivál (2006)
  - díj: FIPRESCI-díj
- Trencsénteplic Art Film (2006)
  - díj: Legjobb forgatókönyv díja